# Коман Орест
Коман Орест (*1894 — †1988, Елізабет) — греко-католицький священик, письменник.

## З біографії
Народ. 1884 р. у с. Біловежа на Пряшівщині. Закінчив Пряшівську і Будапештську семінарії.
У 1921 р.емігрував до США, був духовним опікуном «Соєдиненія» (1944—1969). Писав оповідання, п'єси. Помер 1988 р. в Елізабеті.

## Творчість
Автор п'єси «Вифлеємськая ноч», оповідань про життя простолюду.